# Julian Pileski
Julian Pileski (ur. 19 listopada 1883 w Kazimierzy Wielkiej, zm. wiosną 1940 w Katyniu) – major piechoty Wojska Polskiego, ofiara zbrodni katyńskiej.

## Życiorys
Syn Bolesława i Julii z domu Brzech urodzony 19 listopada 1883.
W czasie I wojny światowej walczył w szeregach cesarsko-królewskiej Obrony Krajowej. Jego oddziałem macierzystym był 32 pułku piechoty OK. 6 grudnia 1914 został mianowany podporucznikiem, a w sierpniu 1916 porucznikiem rezerwy.
3 kwietnia 1919 został przyjęty do Wojska Polskiego z zatwierdzeniem posiadanego stopnia porucznika ze starszeństwem z 1 sierpnia 1916, zaliczony do I Rezerwy armii z jednoczesnym powołaniem do służby czynnej na czas wojny, i przydzielony z dniem 1 listopada 1918 do 20 Pułku Piechoty. Brał udział w wojnie polsko-bolszewickiej. Awansowany do stopnia kapitana, a następnie 3 maja 1922 mianowany majorem piechoty. W tym stopniu w 1922 był przydzielony do 2 pułku strzelców podhalańskich w Sanoku. Później służył w 6 pułku strzelców podhalańskich w Stryju. Odbył kurs kwatermistrzowski w Wyższej Szkole Wojennej w Warszawie. W kwietniu 1927 został przydzielony do Korpusu Kadetów Nr 1 we Lwowie na stanowisko kwatermistrza. W 1929 został przeniesiony w stan spoczynku i równocześnie przydzielony do Oficerskiej Kadry Okręgowej Nr V. W tym mieście zamieszkiwał przy ulicy Topolowej 46.
Po wybuchu II wojny światowej 1939, kampanii wrześniowej i agresji ZSRR na Polskę z 17 września 1939 został aresztowany przez sowietów. Był przetrzymywany w obozie w Kozielsku. Wiosną 1940 został przetransportowany do Katynia i rozstrzelany przez funkcjonariuszy Obwodowego Zarządu NKWD w Smoleńsku oraz pracowników NKWD przybyłych z Moskwy na mocy decyzji Biura Politycznego KC WKP(b) z 5 marca 1940. Został pochowany na terenie obecnego Polskiego Cmentarza Wojennego w Katyniu, gdzie jego ciało zidentyfikowano podczas ekshumacji (przy zwłokach zostały znalezione pismo Ministerstwa Spraw Wojskowych, legitymacja odznaki Korpusu Kadetów Nr 1, list, pocztówki, portfel).

## Upamiętnienie
5 października 2007 roku Minister Obrony Narodowej Aleksander Szczygło mianował go pośmiertnie do stopnia pułkownika. Awans został ogłoszony 9 listopada 2007 roku, w Warszawie, w trakcie uroczystości „Katyń Pamiętamy – Uczcijmy Pamięć Bohaterów”.

## Odznaczenia
- Złoty Medal Waleczności[1]
- Srebrny Medal Waleczności 1 klasy[1]